# Einar Hedegart
Einar Hedegart, född 8 november 2001, är en norsk skidskytt och längdskidåkare.
Vid junior-VM i skidskytte 2021 tog Hedegart två silver, han ingick även i det norska stafettlaget som tog guld i stafetten.Vid världscuptävlingen i Holmenkollen den 16 mars 2025 tog Hedegart en andraplats, vilket var han första pallplacering i världscupen.